# Holiday Land
Holiday Land ist ein US-amerikanischer animierter Kurzfilm aus dem Jahr 1934.

## Handlung
Scrappy wird von seiner Mutter geweckt, da er zur Schule muss. Er schläft jedoch wieder ein und wünscht sich, dass jeder Tag ein Feiertag wäre. Der Herr über die Zeit, „Father Time“, erscheint und nimmt Scrappy mit in ein Land, in dem jeder Tag ein Feiertag ist.
Scrappy begegnet den verschiedensten Feiertagsfiguren: Dem Weihnachtsmann, der Hexe von Halloween, dem Osterhasen, ostereierlegenden Hennen und Kürbisgruppen, die einer Hexe folgen. Scrappy wird zu einem für Thanksgiving mit Essen beladenen Tisch geführt, an dem alle anderen Feiertagsfiguren teilnehmen und singen. Gerade, als Father Time Scrappy zuprostet, wird der von seiner Mutter geweckt. Es war nur ein Traum. Weil Scrappy verschlafen hat, muss er sich nun besonders beeilen, um rechtzeitig in die Schule zu kommen.

## Produktion
Holiday Land kam am 9. November 1934 als Teil der Trickfilmreihe Color Rhapsodies in die Kinos.

## Auszeichnungen
Holiday Land wurde 1935 für einen Oscar in der Kategorie „Bester animierter Kurzfilm“ nominiert, konnte sich jedoch nicht gegen Die Schildkröte und der Hase durchsetzen.